# 杰里米·布罗基
杰里米·布罗基（Jeremy Brockie，1987年10月7日—），是一名新西兰足球运动员，现效力于新西兰足球锦标赛的豪克斯湾联队。之前效力於澳大利亚足球甲级联赛的新西兰骑士和悉尼FC。过去人们通过他那金黄色的长发髻一眼就能辨认出他来。

## 职业生涯
布罗基在新西兰足球锦标赛2004-05赛季效力於坎特伯雷联。2005-06赛季他是新西兰骑士在澳大利亚甲级联赛的第一个赛季比赛中的不多见的亮点之一，9次首发，共攻入4球。他在澳大利亚甲级联赛中的首场比赛就在北港體育場（North Harbour Stadium）与纽卡斯尔喷气机对阵，这场比赛他就攻入2球。布罗基在另一场对阵悉尼FC的比赛中最后一刻攻入1球，为骑士队夺取1分。他的第4粒进球是在墨尔本的奥林匹克公园对阵墨尔本胜仗时获得的。
2006年3月17日，新西兰骑士宣布布罗基已经决定离开本俱乐部，并加盟悉尼FC开始一份为期2年的合同。2007年3月6日因为个人原因布罗基提前解除了合同。2007年7月，杰里米签约豪克斯湾联足球俱乐部。

## 2008北京奥运会男子足球比赛
布罗基代表新西兰队参加2008年北京奧運男子足球比賽。新西蘭被編在C組，同组球队有巴西队、比利时队、中国队。在8月7日沈阳奥体中心的首場賽事，布罗基首发出场，并在53分钟打入1球，比赛最终战成1：1平。8月10日，在沈阳奥体中心，布罗基首发出场并打满全场，但最终新西兰队以0：5落败。8月13日，在上海体育场同比利时队的比赛中，布罗基因前两场比赛身负2张黄牌，无缘比赛，新西兰队最终以0：1败给比利时队。新西兰队最终积1分，C组排名垫底出局。